# Machiko Soga
Machiko Soga (曽我 町子?, Soga Machiko; Hachiōji, 18 marzo 1938 – Kunitachi, 7 maggio 2006) è stata un'attrice e doppiatrice giapponese.

## Biografia
Cresciuta solo con un genitore, il padre, poiché la madre morì quando era molto piccola, Machiko aveva due fratelli (di cui uno morto in guerra) e una sorella (morta da bambina).
Dopo aver preso lezioni di jazz dance ha interpretato soprattutto ruoli in radio. Debutta infatti nel radio-dramma "Chorimura to Kurumi no ki" (1961) e ottiene fama in seguito come voce del carismatico fantasmino Obake no Q-tarō (1965 - 1968).
Nel 1973 si trasferisce in Italia per motivi di studio e vi rimane due anni.
Ma al grande pubblico è conosciuta soprattutto per i suoi ruoli nei generi di telefilm giapponesi "Tokusatsu" e "Sentai", specialmente come capo dei nemici delle varie serie, tant'è che si autodefiniva spesso "la più potente maga & regina del mondo", in riferimento ai suoi personaggi.
Tra questi, i più famosi sono Queen Hedorian, regina dei "Vaders" del sentai anni ottanta "Denjiman", nonché collaboratrice di Hellsaturn nella serie dell'anno successivo, "Sun Vulcan"; Bandora, potente maga che odia gli esseri umani e i dinosauri, abitante nel "Bandora Palace" sulla Luna. Specialmente con Bandora (i filmati saranno poi utilizzati per Rita Repulsa nei Power Rangers), si vede la capacità dell'attrice di sapere unire la simpatica follia dei suoi personaggi con un cinismo e una spietatezza senza pari.
Da molti anni, Machiko Soga possedeva un negozio di antiquariato, "Stella", con oggetti della sua collezione personale, reperiti in varie parti del mondo. Oltre a oggetti preziosi e dunque costosi, il negozio è fornito anche di accessori di moda, vestiti, oggettistica varia, dal gusto etnico ed esotico, nonché una linea di profumi personalizzati con i nomi dei suoi personaggi più famosi.
Dopo aver cambiato collocazione per due volte, dal 1992 si trova a Kunitachi City, Tokyo.
Il suo corpo è stato ritrovato nella sua abitazione il 7 maggio 2006. Soffriva da circa 2 anni di una malattia al pancreas, rivelata nell'estate 2005 ed affrontata con il sorriso di sempre e la consueta voglia di vivere.
Se ne è andata all'età di 68 anni, lasciando postumo l'ultimo lavoro nel ruolo del videogioco "Space Sheriff Spirits".
Nel sito in fondo, in cui molto spesso lei stessa rispondeva ai suoi fans, questi ultimi hanno scritto tanti messaggi di cordoglio e ringraziamento all'indimenticabile attrice.
Machiko Soga oggi riposa nel cimitero di Tama Reien, a Tokyo.

## Live action & Tokusatsu
- 5-nen 3-gumi mahogumi (Maga Bellbara)
- Battle Fever J
- Denshi Sentai Denjiman (Queen Hedorian)
- Hikari Sentai Maskman (Raraba, solo episodio 30)
- Jikuu Senshi Spielban (Queen Pandora)
- Kamen Rider Stronger (voce di Doctor Kate)
- Kugatsu no Sora (madre di Yoshida)
- Kyoryuu Sentai Zyuranger (Maga Bandora)
- Mahou Sentai Magiranger (Majiel)
- Pretty Invader Milli (Steradian)
- Power Rangers 1ª serie (riprese di Kyoryuu Sentai Zyuranger) (Rita Repulsa)
- Rainbow Man (God Iguana)
- Seiun Kamen Machineman (voce di Ball Boy)
- Sekai Ninjasen Jiraiya (Yonin Kumo Gozen)
- Taiyou Sentai Sun Vulcan (Queen Hedorian)
- Tomei Dori-chan (Kikuko Shirakawa)
- TV Champion
- Uchuu Keiji Gavan (Honey Manda, solo episodio 21)
- Uchuu Keiji Shariban (Shinigami Beast, solo episodio 22)
- Zatoichi Kenka Daiko

## TV Anime
- Batten Robomaru (Batten Robomaru)
- Cyborg 009 (Cyborg 007: Gran Bretagna)
- Microid S (Mamezou)
- Hana no PyunPyun Maru (Kemeko)
- KabaTotto (Totto)
- Obake no Q-taro (Q-taro)

## Movie Anime
- Cyborg 009 (Cyborg 007: Gran Bretagna)
- Maken Liner 0011: Henshin Seiyo! (Liner)

## Videogiochi
- Tengai Makyou: Daishi no Mokushiroku
- Valkyrie Profile
- Space Sheriff Spirits (Regina della Galassia Oscura)

## Radio
- Million Nights (Nazo no Onna B)

## Canzoni
- Obake no Q-taro (6 canzoni interne, 1 sigla di apertura, 1 sigla di chiusura)
- Batten Robomaru (2 canzoni interne, 1 sigla di apertura)
- Nazo no Onna B
- Majo wa ijiwaru (Sigla di chiusura di "5-nen 3-gumi mahogumi")
- Ball Boy no uta (Canzone interna di "Seiun Kamen Machineman")
- Dolla! Majo Bandora no theme (Canzone interna di "Kyoryuu Sentai Zyuranger")
- Ankoku Ginga Jyoou no Blues (Canzone interna di "Space Sheriff Spirits")